# Boy George
Boy George, pseudonimo di George Alan O'Dowd (Londra, 14 giugno 1961), è un cantautore e disc jockey inglese di origini irlandesi.
Ha utilizzato diversi pseudonimi tra cui Lieutenant Lush e Angela Dust.

## Biografia

### Gli inizi
George nasce in una numerosa famiglia appartenente alla classe operaia, originaria di Thurles, nella contea di Tipperary in Irlanda, secondo dei cinque figli del costruttore Jeremiah "Jerry" O'Dowd e di Christina "Dinah" Glynn, che a diciotto anni aveva avuto un figlio da una precedente relazione, Richard, trasferendosi con lui a Londra. Ben noto sulla scena londinese, il suo stile androgino cattura l'attenzione del dirigente musicale Malcolm McLaren (creatore e manager dei Sex Pistols), che ne organizza l'esibizione in vari spettacoli assieme ai Bow Wow Wow di Annabella Lwin, gruppo musicale gestito dallo stesso McLaren. George, che si esibisce dal vivo con il suo primo soprannome, Lieutenant Lush ("Tenente Beone" o "Tenente lussureggiante"), forte anche di una particolare voce soul calda e potente, che diventerà nell'immediato futuro uno dei suoi marchi di fabbrica più apprezzati, ben presto ruba la scena alla Lwin. Per questo motivo l'unione tra l'artista e la band, che comunque ruota interamente attorno alla figura della cantante, dotata di una personalità piuttosto forte e dal carattere altrettanto determinato, ha breve durata, essendo fin troppo evidente l'inconciliabilità tra i due, nonostante tutto accomunati da numerose caratteristiche tra loro contrastanti.
In seguito McLaren rivelerà di aver arruolato George nei Bow Wow Wow al solo scopo di scuotere Annabella (anziché per ampliarne l'organico, come aveva fatto credere ad entrambi). Secondo il mentore (del tutto privo di scrupoli e solamente attento ai suoi interessi personali, invece, secondo George), Annabella necessitava di una tale spinta per acquisire la sicurezza definitiva nelle sue innate capacità di leader: caratteristiche, condivise anche da George, che il futuro frontman dei Culture Club avrebbe mostrato di lì a poco non solo a un basito McLaren (che comunque nonostante il gioco sporco aveva sempre creduto seriamente nelle sue potenzialità, a suo parere, neanche troppo latenti), ma al mondo intero.
Sin dagli inizi della sua carriera, l'immagine di Boy George (androgina e pesantemente avvolta dal trucco) si è scontrata con quella di Pete Burns, leader storico dei Dead or Alive. Questa è una delle "guerre" di immagine più rappresentative degli anni ottanta, in quanto sia George che Burns hanno sempre sostenuto di essere stati "i primi a vestire in quel modo e di essere stati copiati dall'altro".

### I Culture Club
Reduce dalla fugace avventura coi Bow Wow Wow, che gli ha comunque dato un assaggio della dimensione live e di com'è far parte di una band, George, che ha già mosso i primi passi nel mondo artistico, posando per diversi servizi fotografici, finendo anche su qualche copertina, decide di voler intraprendere proprio quella carriera, e si unisce così al bassista Mikey Craig, che ha visto una sua foto su una rivista e, rimasto colpito dal suo straordinario look, incontratolo in un club, gli propone l'idea del gruppo musicale. I due creano una band, e si ribattezzano collettivamente «In Praise Of Lemmings» (cioè "in lode dei lemming"), nome che viene subito abbandonato, e a loro si unisce anche Jon Moss, che aveva già suonato la batteria come membro di alcuni gruppi più o meno noti, quali The Damned, gli Adam and the Ants e i London (e che avrà, all'insaputa degli altri membri della band, una lunga e turbolenta relazione sentimentale proprio con George). Poco tempo dopo, a causa dell'insoddisfacente collaborazione con un altro chitarrista, Suede (che ancora compare nelle primissime foto pubblicitarie del gruppo), entra nella band Roy Hay, e un altro nome, Sex Gang Children ("i bambini della cricca del sesso"), su precisa richiesta di Jon, viene abbandonato (diventerà quello di un gruppo guidato da un conoscente di George, Andy Hayward "Sexgang") in favore di Culture Club.
Infatti, dopo essersi resi conto che la band è formata da Boy George alla voce, di origini anglo-irlandesi e tradizioni ebraiche, da un giamaicano di pelle nera al basso, da un batterista, anche lui ebreo, adottato da una famiglia benestante, che da tempo risiede nel Regno Unito, e da un chitarrista anglo-sassone, decidono di conseguenza di chiamarsi Culture Club, sempre su consiglio del più esperto dei quattro, Jon, che oltre ad essere un batterista ottimo e navigato, ed un eccellente percussionista, all'avanguardia in fatto di strumenti ritmici (in particolar modo, strumenti percussivi che creano il sound tribale così tipico del primo periodo dei Culture Club), possiede anche una spiccata tendenza organizzativa, che metterà subito al servizio del gruppo (sarà proprio lui, infatti, a consegnare, nelle mani giuste, il demo che li porterà al loro primo contratto discografico).
La band firma dunque con la Virgin Records in Gran Bretagna, e con la Epic negli Stati Uniti, dato che la Virgin, all'epoca, non è ancora presente sul mercato statunitense, pubblicando il primo album, Kissing to Be Clever, nel 1982, dopo aver presentato un demo di tre pezzi al produttore Steve Levine e all'executive attivo nell'industria discografica John Howard, entrambi dotati di un grande talento, alla ricerca di gloria e di una band con cui lavorare (vedi Culture Club Collect - 12" Mixes Plus/Culture Club Remix Collection, per saperne di più sulla storia dei primi Culture Club, dalla scoperta avvenuta con il prima demo, ai grandi successi mondiali, fino alla pubblicazione del terzo album, Waking Up with the House on Fire, con cui ottengono la loro seconda Numero 2 britannica, ma anche il loro primo flop).
Il primo singolo, White Boy, non ottiene un grande successo e non entra in classifica tra i primi 100, raggiungendo soltanto il Numero 114, ma George è comunque felice, perché «five thousand people still bought my single and didn't even know me» ("cinquemila persone hanno comunque comprato il mio singolo senza neanche conoscermi"). Anche il singolo successivo, I'm Afraid of Me, non diventerà mai un grandissimo successo, pur arrivando, stavolta, esattamente al Numero 100, 14 posizioni più in alto del precedente 45 giri. La strada verso la vetta sembra quindi terribilmente (e pericolosamente, vista la firma del contratto con una major) lenta. Ma quando viene pubblicato il terzo singolo, "Do You Really Want to Hurt Me", romantica ballata reggae, la band finalmente sfonda. Il singolo arriva ufficialmente al Numero 1 in 16 paesi (Numero 2 negli Stati Uniti e in Italia) e il gruppo diventa una presenza fissa alle radio statunitensi e sul nuovo network musicale MTV.
A questo terzo singolo, il primo di enorme successo, seguono Time (Clock of the Heart) - la quale, espressamente realizzata come séguito ideale di Do You Really Want to Hurt Me, rappresenta, per il gruppo, fino ad allora orientato verso sonorità caraibiche, tribali e reggae, una decisiva svolta in direzione pop-soul, stavolta su precisa indicazione di Roy, al quale tocca la palma di esperto dei quattro, dal punto di vista strettamente musicale - e "ì l Tumble 4 Ya" (tratta ancóra dal primo fortunato album), arrivati rispettivamente al Numero 2 al Numero 9 nella classifica americana. Questo dà ai Culture Club l'onore di essere la prima band, dopo i Beatles, ad avere avuto ben tre presenze, nella Top Ten dei Billboard Hot 100, con altrettanti brani tratti tutti dall'album d'esordio (negli USA, infatti, il brano "Time (Clock of the Heart)", assente dall'edizione europea di Kissing to Be Clever, viene aggiunto, come decimo brano, alle nove tracce originarie dell'LP, in apertura o chiusura del lato 2, a seconda delle versioni realizzate per quest'ultimo).
Il 1983 e il 1984 rappresentano gli anni d'oro, in cui il gruppo raggiunge l'apice della fama, dominando le classifiche mondiali, MTV e le copertine delle riviste, in gran parte grazie all'uscita del secondo album, Colour by Numbers, che continua nella chiave soul aperta dal quarto singolo, "Time (Clock of the Heart)". Il primo singolo contenuto nel nuovo album, "Church of the Poison Mind", che, testato dal vivo, nella parte finale del tour d'esordio, anticipa il secondo lavoro di diversi mesi, con la partecipazione vocale massiccia di Helen Terry (già utilizzata sulla prima Numero 1, la corista prende parte, per la prima volta, anche al relativo videoclip, insieme al gruppo), entra nella Top 10, arrestando la sua ascesa soltanto dopo aver raggiunto il Numero 2, sospinta da un trascinante ritmo, in perfetto stile Motown. Il secondo nuovo singolo, "Karma Chameleon", decide invece di andare ben oltre, raggiungendo sia la vetta inglese che quella statunitense, e restando al Numero 1 per quattro settimane consecutive negli Stati Uniti e per sei settimane nel Regno Unito, dove diventa in breve il singolo più venduto dell'anno, con 1.300.000 copie vendute nella sola madrepatria, nonostante la tarda pubblicazione annuale, avvenuta a settembre inoltrato. "Karma Chameleon" diventa Numero 1 anche in numerosi altri paesi, costituendo il più grande successo in assoluto del gruppo, nonché uno dei brani più popolari di tutti i tempi, ancora oggi tra i classici degli anni ottanta, e tra i brani più noti e richiesti in generale. Il terzo e il quarto singolo, "Miss Me Blind" e "It's a Miracle", entrano rispettivamente nella Top 10 e nella Top 20 negli USA ("It's a Miracle" arriva fino al Numero 4 nel Regno Unito, dove "Miss Me Blind", invece, non viene affatto pubblicata), mentre l'ultimo singolo estratto, "Victims", intensa ballata orchestrale, considerata all'unaniminità il capolavoro indiscusso del gruppo, aggiunge un altro successo in Gran Bretagna, dove, nonostante i pochissimi passaggi radiofonici, raggiunge comunque il Numero 3, nel periodo di Natale del 1983, e arriva al Numero 2 in Italia, dove solo "Do You Really Want to Hurt Me" risulterà avere ottenuto un successo maggiore (unica Numero 1 per il gruppo nella penisola), facendo meglio persino di "Karma Chameleon" (non andata oltre il Numero 3), e ripetendo l'impresa anche nella classifica annuale generale del paese.
Il gruppo si porta a casa un Grammy come «Best New Artist, Group or Duo» ("Migliore Artista/Gruppo/Duo Esordiente"), mentre George dice via satellite al pubblico: «Thanks America! You've got style and taste, and you know a good drag queen when you see one...» ("Grazie America! Avete stile e gusto, e sapete riconoscere una drag queen con le carte in regola, quando ne vedete una..."), frase con la quale si ritrova a fare, quasi inconsciamente, un inaspettato, e forse prematuro, coming out, che, dopo anni di allusioni velate e di ambiguità gridate ai quattro venti, sembra finalmente fare chiarezza sulla sua sessualità, togliendo però tutto il gusto insito nel desiderio di scoprire ciò che ancora è ignoto, privando in questo modo sia il cantante che il gruppo, che da lui fortemente dipendeva, di ciò che, fino ad allora, aveva esercitato il fascino più attraente agli occhi del pubblico.
Colour by Numbers arriva a vendere quasi cinque milioni di copie in tutto il mondo, buona parte delle quali nei soli Stati Uniti, facendo dei Culture Club la band più importante del momento. Anni dopo, la rivista "Rolling Stone" inserirà questo album nella Top 100 degli album migliori di sempre, mentre le ricerche congiunte della AARI americana e della BPI inglese hanno collocato il disco al Numero 87 nella classifica dei 100 album più venduti degli anni ottanta, fissando a 4.900.000 le copie vendute, all'epoca, in tutto il mondo. Colour by Numbers ha comunque tagliato il traguardo dei 5.000.000 di esemplari, alla fine del periodo di riunione del gruppo, nel corso del fortunato quinquennio 1998-2002, quando è stato ristampato in CD rimasterizzato, con 5 bonus tracks, costituite dai lati B dei vari singoli (tra questi, la versione orchestrale strumentale della ballad Victims, la cover live di un vecchio brano anni sessanta, "Melting Pot", con cui la band chiudeva i propri concerti dal vivo, e "Colour by Numbers", la title track dell'intero 33 giri, curiosamente esclusa dalla sua tracklisting originaria - una consuetudine ripetuta per ben 3 volte dai Culture Club con i propri album).
Lo strabiliante look di George ha ispirato molte gare di sosia in tutto il mondo, e il suo volto è diventato l'immagine dei Culture Club per antonomasia. Con il suo stile di vita alquanto stravagante, l'artista è diventato, inoltre, un idolo alternativo per gli adolescenti dell'epoca, che, a distanza di un paio di settimane dalla prima apparizione televisiva della band, sul celeberrimo "Top of the Pops" (avvenuta, tra l'altro, anzitempo, quando la loro prima Numero 1 era ancora soltanto nella Top 20, a causa dell'indisposizione di un altro artista), volevano vestirsi come lui (ragazze e ragazzi, senza distinzione, fatto che lo ha reso il capostipite dei cosiddetti gender-benders, individui asessuati o unisex, tesi ad eliminare proprio le barriere tra i sessi: «Who's got the new boy gender?», come recita uno storico verso di "I'll Tumble 4 Ya", "Chi ha capìto il genere del nuovo ragazzo?", o anche "Chi sa il nuovo genere del ragazzo?"). Il suo fascino è dipeso dalla sua amabilità, dalla sua intelligenza e dal suo spirito vivace. A lui è attribuita una delle frasi più famose e più citate degli anni ottanta, originariamente pronunciata durante un'intervista televisiva, rilasciata a Barbara Walters: «I prefer a nice cup of tea to sex» ("Preferisco una buona tazza di tè al sesso"), anche se, molti anni dopo, George ha rivelato la totale falsità di questa affermazione, addirittura rovesciandola, nei racconti più piccanti della sua prima autobiografia, dove si parla di "sesso selvaggio, fatto al buio, sulle scale, senza neanche riuscire ad arrivare su un divano". Anche il fatto che sapesse effettivamente cantare e che avesse una voce soul inconfondibile (definita dal collega Rod Stewart come "una delle più belle voci soul di tutti i tempi") costituivano attributi di tutto rispetto, anche se, all'epoca, spesso sottovalutati.
Alla fine del 1984, nel periodo di Natale, Boy George compare, con una chioma rosso fiammante, nel ruolo di uno dei cantanti principali tra gli artisti della Band Aid, anche se il suo contributo vocale è l'ultimo ad essere inciso (chiamato dall'irlandese Bob Geldof mentre è a New York, George riesce a prendere l'ultimo aereo e ad arrivare in tempo per finire il brano, anche se non figura né nelle immagini pubblicitarie né nel grande coro, entrambi precedenti al suo arrivo in extremis), nel singolo di beneficenza, "Do They Know It's Christmas", realizzato per contribuire ad arginare il diffondersi della carestia in Etiopia. Il successo mondiale del singolo, realizzato dal mega-gruppo britannico/irlandese, conduce alla immediata risposta statunitense di We Are the World, dai risvolti globali.
Nel 1985, quando i Culture Club pubblicano il singolo isolato "Love Is Love", tratto dalla colonna sonora del film Electric Dreams (curata dal produttore italo-americano Giorgio Moroder, e contenente anche "Now You're Mine", un pezzo cantato dalla corista Helen Terry, oltre ad un altro brano della band, la brevissima chiccha "The Dream", a cui spetta un ruolo di spicco all'interno della pellicola, con un video esclusivamente dedicato alla canzone), singolo che non vedrà mai la luce nella madrepatria, e diventerà invece un grandissimo successo in Giappone e in Italia, Boy George è ormai diventato un nome familiare in molti paesi del mondo.
Nel 1986, il cantante fa il suo ingresso nel mondo del cinema, recitando, come protagonista, in un episodio della serie TV A-Team, appositamente intitolato "Cowboy George", portandosi dietro anche gli altri tre membri della band, ai quali viene però affidato solamente un ruolo secondario. La storia, insomma, sembra ripetersi, e la finzione ricalca la realtà: il Boy più famoso del mondo, con la sua personalità straripante e la sua voce inconfondibile, finisce con l'offuscare i suoi compagni. La trama dell'episodio del telefilm ne è un esempio chiaro e lampante, fin dal titolo, in cui si allude soltanto al nome del futuro solista, seppur modificato in «Cowboy George» (che, comunque, lo contiene al suo interno). Nel resto della pellicola, mentre lui è il protagonista indiscusso, l'unico rivale degno di questo nome è il leggendario Mister T, con la sua chioma moicana e i suoi pesantissimi gingilli d'oro, d'argento e di pelle, tra le collane al collo e i bracciali ai polsi, sparsi un po' ovunque sull'enorme corpo nero. Gli altri tre membri della band arrivano invece soltanto negli ultimi dieci minuti scarsi, per interpretare due pezzi in playback: l'ultimo recente singolo dell'epoca, "God Thank You Woman", e il mega-successo planetario, "Karma Chameleon", particolarmente adatto, con il suo andamento country, all'ambientazione del set (nella fiction, idealmente suonati dal vivo, i due brani sono in realtà le versioni originali di studio presenti sui relativi album, e, almeno nella versione doppiata in italiano, "God Thank You Woman", già colpevole di aver regalato alla band il suo secondo disastroso flop, dopo "The Medal Song" del 1984, viene persino montata in asincrono, con le labbra del cantante che non rispettano il lipsync, e le mani e le dita dei musicisti che anticipano o ritardano le note sui rispettivi strumenti - particolarmente disastrosi proprio Jon e George, amanti clandestini, all'epoca in disastrosa rotta anche nella vita reale).
Comunque, i due album dei Culture Club successivi a Colour by Numbers (Waking Up with the House on Fire del 1984 e From Luxury to Heartache del 1986) riscuoteranno molti meno consensi rispetto ai primi due, e la band riuscirà ad ottenere soltanto altre due vere hit secondo i propri altissimi standard, "The War Song" (Numero 2 nel Regno Unito, nel 1984) e "Move Away" (Numero 7 nel Regno Unito, nel 1986), accanto al successo minore statunitense "Mistake No. 3" (l'unica ballad del terzo album - definita dal collega George Michael il pezzo migliore di un disco generalmente stroncato dalla critica, anche se molto amato dai fans - che non verrà comunque mai pubblicata in Gran Bretagna, mentre in Italia esce una specie di singolo doppio lato A, che contiene anche "Love Is Love"), e i due citati flop, costituiti da "The Medal Song" e "God Thank You Woman". Quanto a questi ultimi, entrambi non vanno oltre la Top 40: un fallimento totale, come accennato, per un gruppo del calibro dei Culture Club, senza contare che il terzo singolo pubblicato negli USA da From Luxury to Heartache, "Gusto Blusto", diventerà l'unico singolo in tutta la storia dei Culture Club a non entrare nemmeno nelle parti più basse della classifica, cioè tra i primi 100! Questo può essere in parte dovuto alla mancanza di un relativo video promozionale, che non viene girato perché la band si è già praticamente sciolta, e sta per scoppiare lo scandalo-droga che trascinerà George, ancora una volta, ma per altri motivi, sulle prime pagine di tutti i giornali e su tutti i notiziari radio-TV in tutto il globo.
Nel corso degli anni, intanto, George aveva infatti avuto una relazione con il batterista del suo gruppo, Jon Moss, e quando il rapporto era iniziato a crollare, il cantante aveva incominciato a fare pesante uso di droghe, per combattere la depressione. Sarà proprio questo a provocare la repentina spirale discendente della band, finché i Culture Club non si scioglieranno del tutto, nel 1986, sùbito dopo la pubblicazione del quarto album, From Luxury to Heartache, appena all'inizio del tour per la promozione dello sfortunato disco. George, difatti, non riesce più a lavorare con Moss, oltre al fatto che ha iniziato a prendere l'abitudine di presentarsi durante gli spettacoli dal vivo completamente stravolto, sotto l'effetto della droga (celebre a questo proposito è uno show tenutosi in Grecia, nel 1986, a testimonianza del quale circola in rete, su YouTube, un video live che ripropone la performance di "Heaven's Children", brano di chiusura del lato 1 del quarto album, programmato come quarto singolo, e mai uscito come tale, proprio per via di quanto sarebbe successo a breve termine; nel video il cantante appare "fatto", e riceve anche una sassata proveniente dal pubblico, probabilmente arrabbiato per la sua penosa performance). Un segno dell'imminente rottura della band era già stato il fatto che non erano apparsi su nessuno dei due palchi allestiti per lo svolgimento del mega evento che ha praticamente fatto la storia della metà degli anni ottanta, rappresentato dal Live Aid, svoltosi nel 1985, nonostante i Culture Club fossero ancora uno dei gruppi più blasonati del mondo.
Quanto a George, la porta dell'inferno viene da lui varcata proprio in quello stesso 1985, e la sua iniziale dipendenza dalla cocaina si trasforma ben presto, e in modo quasi casuale, in una gravissima dipendenza da eroina; inizia così una lotta continua contro la droga, che si trascinerà per diversi anni, con il cantante che smetterà di farne uso, per poi subito ricominciare, oppure, durante i lunghi e ripetuti periodi di disintossicazione, uno dei quali trascorso nella casa di campagna di Roy Hay e sua moglie Alison, assumendone una parte di nascosto, e gettandone un'altra nella toilette, come racconta lo stesso George nella sua prima autobiografia, Take It Like a Man. Come detto, l'artista comincia a comparire in pubblico sotto l'effetto della droga, tentando persino di fare dei concerti in quello stato. Pian piano, alla cocaina e all'eroina si aggiungono vari altri stupefacenti, e il fratello di George, tentando disperatamente di salvare il suo più famoso congiunto dalla morte, compare alla televisione nazionale britannica, suonando un campanello d'allarme nei suoi confronti. Alcuni dei collaboratori del cantante erano già morti di overdose, ma la vicenda raggiunge il picco massimo quando il musicista statunitense Michael Rudetsky, il quale, molto vicino al cantante (aveva composto con il gruppo "Sexuality", brano di chiusura del quarto album, sul quale aveva anche suonato), viene trovato morto per overdose nella casa di George a Londra, in una delle tante Well Road della capitale inglese, nel quartiere di Hampstead. Questo evento avrebbe pian piano portato George ad abbandonare l'uso di stupefacenti, ma all'epoca, l'avvenimento ha come unico risultato l'arresto del cantante e il suo continuo peggioramento.

### La vita dopo i Culture Club
La Virgin Records pianifica, a questo punto, una campagna promozionale statunitense, e George passa definitivamente dalla Epic, in America, alla Virgin in tutto il mondo. Il primo album solista di George, pubblicato nel 1987, dopo lo scioglimento della band, s'intitola Sold. Il long playing riscuote un discreto successo nel Regno Unito, e moltissimo in Italia (dove tiene fede al suo titolo, «venduto», diventando l'album in assoluto più venduto e arrivato più in alto in classifica di tutti gli album mai pubblicati dai Culture Club o da Boy George come solista, con o senza i Jesus Loves You), dando vita a numerosi singoli di successo. Tra tutti quanti, il primo singolo, la cover Everything I Own, raggiunge la posizione numero 1 in Gran Bretagna, si ferma soltanto al Numero 2 in Italia, ed è il disco più venduto in tutta Europa per due settimane consecutive, ma nonostante ciò, e nonostante i tre singoli successivi, "Keep Me in Mind" (Numero 3 in Italia), la title track "Sold" (Numero 18 in Italia) e la romantica ballata "To Be Reborn", entrino tutti nella Top 30 nel Regno Unito, così come l'album, che raggiunge il Numero 29 nella relativa classifica britannica, e il Numero 5 in Italia (Numero 22 nella graduatoria generale di fine annata 1987, nessun altro suo album o dei Culture Club ha mai raggiunto un tale risultato, nemmeno Colour by Numbers, che non è andato oltre, rispettivamente, il Numero 9 e il Numero 31 nella classifica annuale italiana), George non riuscirà a replicare quel successo negli USA, dove ottiene invece un successo minore con il brano "Live My Life" (Numero 40 negli Stati Uniti, che, al contrario, non arriva più in alto del Numero 62 nella madrepatria), tratto dalla colonna sonora del film Hiding Out, pubblicato come maxi singolo promo alla fine del 1987, e come regolare singolo nel 1988.
Il successivo album pubblicato da Boy George negli USA sarà High Hat, del 1989, costituito da canzoni tratte dai suoi due album solisti (Tense Nervous Headache del 1988 e Boyfriend dello stesso 1989) pubblicati singolarmente in Europa, dopo Sold. Come album, High Hat rappresenta uno dei suoi lavori più pubblicizzati in America, ma viene sottovalutato, nonostante contenga l'eccellente pezzo dance R&B "Don't Take My Mind on a Trip" (il quale, già estratto come singolo di apertura da Boyfriend, viene prodotto da Teddy Riley e leggermente remixato per l'inserimento su High Hat) e vari altri brani con le carte in regola: la lenta e appassionata "I'm Not Sleeping Anymore", il gioiellino musicale e inno all'amore inter-razziale "Girl with Combination Skin", i due singoli tratti da Tense Nervous Headache, "Don't Cry" (Numero 17 in Italia e "morto di morte solitaria in Gran Bretagna", dove annega nei bassifondi della classifica, incagliatosi al Numero 60, come ricorda George in Take It Like a Man) e "Whisper" (mai pubblicato nel Regno Unito), e gli altri due singoli tratti da Boyfriend, la stralunata "Whether They Like It or Not" e "You Found Another Guy", uno dei tanti brani che George continua ad indirizzare a Moss, e che diventa un successo underground nei club statunitensi.
Mentre la disimpegnata Don't Take My Mind on a Trip diventa, su formato singolo, un successo R&B americano di modeste proporzioni e raggiunge il Numero 20 in Italia (mentre si ferma addirittura al Numero 68 in Gran Bretagna), molti dei brani pubblicati successivamente riscuoteranno minore fortuna un po' ovunque, a causa del loro peculiare status di canzoni di protesta (una novità per il repertorio dell'artista), soprattutto contro le limitazioni britanniche all'educazione sessuale e relativamente alle necessità degli studenti gay. Tutto ha inizio con la nota «Clausola 28», da cui prende il nome il singolo No Clause 28 (Numero 17 in Italia), poi riproposto in varie versioni remixate negli anni successivi, una delle quali, alternativamente nota come No Clause 28 High Energy Remix o come No Clause 28 Pascal Gabriel Mix, oltre ad essere pubblicata indipendentemente come maxi singolo diretto al mercato dei club, verrà successivamente inserita prima su Boyfriend, nel 1989, e poi su Jesus Loves You - The Martyr Mantras, nel 1990.

### Angela Dust e l'etichetta indipendente More Protein
Nel 1989, George forma la sua propria etichetta, la More Protein (sempre distribuita dalla major Virgin), dando voce ad artisti di notevole talento da lui scoperti. Il più grande successo commerciale ottenuto dall'etichetta è stato senza dubbio il brano dance underground Everything Starts With An «E», attribuito al gruppo noto come E-Zee Possee, che ha avuto una vita piuttosto breve, di cui ha fatto parte anche la rapper amica di George, MC Kinky, che aveva già avuto modo di esibire il suo stile vocale unico, nel cosiddetto toasting che scandiva il reggae acido di "Kipsy", uno dei brani di punta dell'album Tense Nervous Headache (anche se mai pubblicato come singolo indipendente, "Kipsy" compare nel cofanetto Culture Club - Box Set, del 2002, con un intervento della rapper molto più lungo e una base completamente diversa, molto più cupa e ancora più acida dell'originale).
Nell'ambito della propria etichetta, la More Protein, non troppo sicuro di quanto stava facendo al momento, o almeno in cerca di solide e rassicuranti conferme, George O'Dowd, già da anni ormai ribattezzatosi Boy George, il nome che l'ha portato al successo mondiale, adotta un secondo nuovo pseudonimo, Angela Dust (un chiaro richiamo all'espressione inglese «angels dust», la "polvere degli angeli", che suggerisce l'utilizzo specifico di droghe in polvere), impiegandolo - al di fuori dell'esperienza coi Culture Club e anche al di fuori della sua carriera prettamente solista in quanto Boy George - come autore e produttore di brani per il gruppo satellite che di lì a poco formerà, i Jesus Loves You, altro marchio creato a scopo di protezione, per poter sperimentare nuovi percorsi musicali e stili vocali, senza dare troppo nell'occhio e, soprattutto, con la possibilità di non uscire allo scoperto, di non compremettersi irrimediabilmente in caso di flop. Lo pseudonimo Angela Dust verrà utilizzato soprattutto nel primo periodo di attività dei nascenti Jesus Loves You, mentre, da un certo punto in poi, l'artista riassumerà il nome anagrafico di George O'Dowd, anche se solamente per firmare le composizioni, mentre manterrà Angela Dust come alias per il lavoro di produzione, creando così una specie di sdoppiamento artistico. Questo suo secondo nome d'arte viene utilizzato per la prima volta nella composizione del brano d'esordio dei Jesus Loves You, intitolato After the Love, il cui coautore è Jon Moss, già batterista dei Culture Club ed ex amante dello stesso Boy George.
Come Angela Dust, e all'interno della nuova band dei Jesus Loves You (in realtà, come detto, più una copertura per il solo cantante, che un vero e proprio gruppo), dal cui organico variabile e misterioso uscirà però un unico, fondamentale membro fisso, John Themis, chitarrista prodigio e produttore autodidatta (quinto membro virtuale durante la reunion dei Culture Club nel 1998-2002), George pubblicherà un pezzo che, nonostante le basse posizioni raggiunte nelle classifiche, sarà un successo di proporzioni gigantesche nei club underground, intitolato "Generations of Love", il quale, nella prima versione non entrato neanche nella classifica britannica tra i primi 75, e in una seconda pubblicazione remixata classificatosi al Numero 35, diventerà, nel corso del tempo, remix dopo remix, apprezzato brano d'autore e la traccia più remixata in tutta la storia musicale di Boy George, dei Culture Club, dei Jesus Loves You e quant'altro, con più di 15 diverse versioni nel corso degli anni. Questo periodo vedrà anche il rientro di Boy (o Angela Dust) nelle classifiche inglesi con il pezzo "Bow Down Mister" (Numero 27), il quale, inizialmente scritto per un primo tentativo di riunione dei Culture Club, poi fallito, trae l'ispirazione dal suo recente coinvolgimento nel movimento Hare Krishna (vedi sotto).

### I Jesus Loves You
L'avventura con i Jesus Loves You, per lo più orientati verso sonorità dance, acid house e techno, con qualche rarissima concessione alla musica country e al genere ballad (ampiamente utilizzato, invece, dai Culture Club, che, all'epoca, anzi, si sono addirittura prodigati per riportare in vita un genere musicale ormai praticamente moribondo, seguìti poi da un gran numero di altri gruppi e solisti, come George Michael e Wham!, Duran Duran e Spandau Ballet, solo per citarne alcuni tra i più noti), ha inizio con un timido singolo di prova, "After the Love", inizialmente isolato, uscito nel 1989, che non ottiene un grandissimo successo di classifica (Numero 68 nel Regno Unito), ma viene comunque accolto positivamente dalla critica e dai fans. Il disco viene stampato dalla neo-etichetta personale di George, la citata More Protein, che pubblica anche l'unico album dei Jesus Loves You, Jesus Loves You - The Martyr Mantras o semplicemente, e più correttamente, The Martyr Mantras. Per paura che non venga riconosciuto come un prodotto del più noto artista, negli USA, il lavoro è comunque accreditato al solo Boy George, mentre in moltissimi paesi, uno sticker adesivo, aggiunto sotto al titolo, specifica che il marchio «Jesus Loves You» è, di fatto, «A Project by Boy George», che indica, appunto, "Un progetto di Boy George". L'album non è un campione di vendite, ma sicuramente dà a George quella sicurezza di cui, in quel preciso momento, l'artista ha bisogno per andare avanti. Difatti, il disco interrompe la sua consuetudine, mutuata dal gruppo di provenienza, di far uscire un album l'anno, e dopo la pubblicazione di The Martyr Mantras, passeranno circa cinque anni, prima di ascoltare un nuovo long playing del cantante (Cheapness and Beauty, dato alle stampe soltanto nel 1995). L'album dei Jesus Loves You produce quattro singoli e una miriade di remix: oltre al singolo d'esordio, "After the Love", gli altri tre estratti sono: "Generations of Love" (disastroso Numero 80, che nel corso degli anni ha generato più di venti versioni remixate, compresa l'unica che è entrata in classifica, il remix del 1991, al Numero 35); "One on One" (brano più conosciuto nella versione remixata dai Massive Attack, in ogni caso l'unico a non entrare neanche nelle parti più basse della Top 75 britannica, fermandosi invece al Numero 83); e il doppio lato A, quarto (e di fatto quinto) estratto, "Bow Down Mister"/"Love Hurts", il quale, noto soprattutto per il primo dei due brani, dalle accentuate sonorità indiane (riconducibili al movimento Hare Krishna, a cui George si era già da un po' avvicinato, con cauto interesse e un'enorme curiosità), ottiene abbastanza successo un po' ovunque, segnando il ritorno in classifica dell'artista nel Regno Unito, dove raggiunge il Numero 27, nella primavera del 1991.
I Jesus Loves You avrebbero dovuto registrare un secondo album, che doveva intitolarsi Popularity Breeds Contempt, ma che non ha mai visto la luce. Di quelle sessions, rimane soltanto l'EP, uscito nel 1992, noto con il titolo di Jesus Loves You - Sweet Toxic Love EP, oppure, analogamente all'album della pseudo-band, semplicemente, e più esattamente, Sweet Toxic Love EP, Numero 65 in Gran Bretagna, contenente, oltre alla title track (che tenta, senza troppa fortuna, visti i deludenti risultati di classifica, di fare il verso alla riuscitissima Bow Down Mister), anche altri due brani: (Am I) Losing Control, riproposto, dapprima, in versione strumentale remixata, sul successivo extended play, The Devil in Sister George EP, del 1994, e, recentemente, in versione country, nell'ultimo album di Boy George, U Can Never B2 Straight del 2002, costituito da brani inediti e da alcune ballate acustiche, maggiormente tratte da Cheapness and Beauty - e il lato B Oh Lord, che non ha conosciuto, invece, una grande diffusione, per via del fatto che compare soltanto sul maxi-singolo in vinile, supporto ormai poco reperibile e scarsamente utilizzato; la B-side è, tra l'altro, l'unica traccia a non figurare nemmeno nel completissimo bootleg di The Martyr Mantras, che raccoglie, di fatto, tutti i pezzi dei Jesus Loves You, anche se, per la maggior parte, riproposti in versioni completamente diverse da quelle originali dell'album o dell'EP.
Ancora più di recente, nel 2005, per l'esattezza, è uscito un nuovo singolo del gruppo, stavolta accreditato però a «Jesus Loves You featuring Boy George» (dicitura già utilizzata, in verità, in qualche paese), intitolato Love Your Brother, di cui esiste soltanto un maxi singolo promo, contenente un'unica traccia, connotata, in modo per nulla originale, come «Original Version».

### La vita dopo i Jesus Loves You

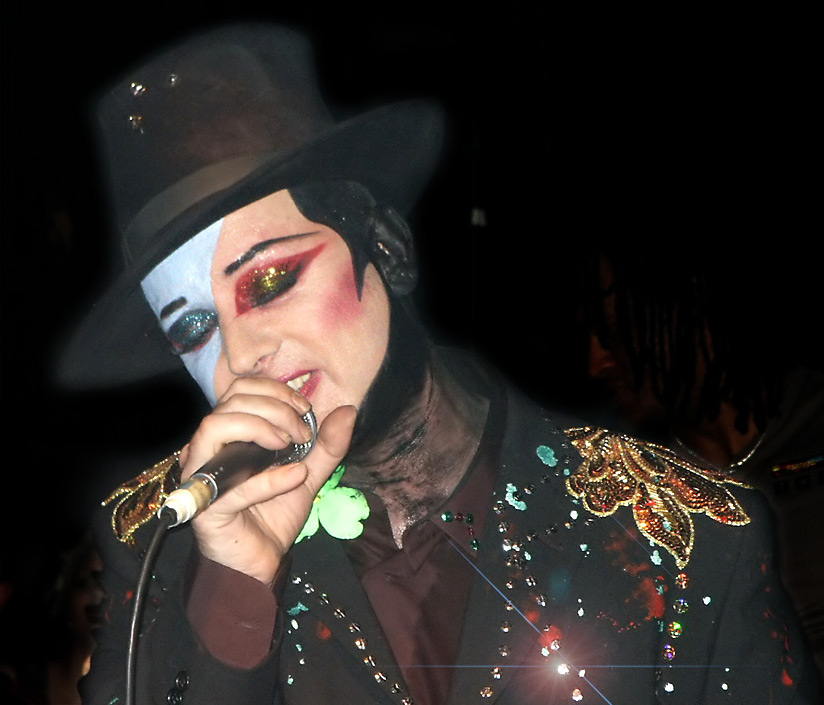
Boy George durante un'esibizione al Ronnie Scott's Jazz club di Londra nel 2001

Nel 1992, George ottiene un nuovo successo di classifica (e di critica), con una cover del brano The Crying Game (versione prodotta dai Pet Shop Boys), inclusa nel film omonimo (uscito però in Italia come La moglie del soldato, mentre la traduzione letterale del titolo originale sarebbe "Il gioco del pianto"), che scala la classifica americana, fino ad entrare nella Top 20 dei Billboard Hot 100. Nonostante abbia avuto altri successi solisti nel Regno Unito dopo lo scioglimento della band, compresa la stessa The Crying Game, Numero 22 nella madrepatria, questo rappresenta il suo primo successo negli USA dopo il singolo Move Away dei Culture Club, uscito nel 1986. Comunque, George non sfrutta molto questo ritorno al successo, con l'immediata pubblicazione di un album, come ci si sarebbe aspettati. Quando, alcuni anni dopo, farà finalmente uscire Cheapness and Beauty, costituito per lo più da brani punk e alcune ballate acustiche (di cui pochi comprenderanno lo strano accostamento, ma che riceverà un plauso di critiche positive), il momento propizio è già sfumato, nonostante l'unico brano country del disco, "Same Thing in Reverse", praticamente bandito nel Regno Unito a causa delle chiare allusioni gay del testo, ma soprattutto del titolo (che descrive l'omosessualità come "La stessa cosa al contrario"), ottiene un successo moderato negli USA. Da quell'album, il cantante pubblica la sua versione cover del brano di Iggy Pop intitolato "Funtime" (accompagnato da un video ambientato in un tunnel virtuale, che dimostra come ottenere dei risultati eccellenti con un budget ridotto al minimo). George dichiarerà in séguito che l'era di "The Crying Game" gli ha comunque dato una immensa soddisfazione. Il suo ex amante Jon Moss gli aveva detto, infatti, dopo la burrascosa separazione dei Culture Club, che George non avrebbe mai avuto un altro successo di grandi proporzioni in America senza il gruppo. George è stato più che felice di dimostrargli che aveva torto.
Boy George continua ad essere un'icona pop di fama mondiale e un DJ di successo. Ancóra una volta, ha iniziato a girare il mondo in tournée come DJ, sul finire degli anni novanta, mentre, all'inizio del Nuovo Millennio, ha recitato come protagonista nel musical londinese Taboo, basato sulla sua vita (George non ha però recitato se stesso, scegliendo invece il ruolo dell'artista di performance australiano Leigh Bowery). Taboo è stato un successo enorme nel West End di Londra, andando avanti per quasi due anni (un po' meno nella versione prodotta da Rosie O'Donnell, a Broadway, dove non è andato oltre le 100 serate). La colonna sonora del musical, interamente scritta da Boy George, per entrambe le versioni, quella inglese e quella americana, e per lo più interpretata dagli attori del cast (ma il cantante compare in qualche sparso cameo isolato), ha perso per un soffio il riconoscimento ufficiale, nonostante l'immenso plauso ricevuto dalla critica, che non ha esitato a definirla uno dei lavori discografici più riusciti della sua intera carriera.
Nel 2003, ha presentato un programma settimanale sulla radio londinese LBC. I fans che hanno incontrato George di persona dicono che sia, a seconda dei momenti, piuttosto incline o assai poco propenso a firmare autografi. Tra i tanti fatti strani che hanno caratterizzato la sua vita, è sicuramente da ricordare quello che lo ha visto protagonista, a metà degli anni novanta, come presunto padre: nell'agosto del 1994, infatti, una donna californiana gli ha fatto causa, tramite un tribunale britannico, per una presunta paternità non riconosciuta.
Harper Collins ha pubblicato la citata autobiografia di Boy George, Take It Like a Man, nel 1995. George vi ha scritto, tra l'altro, della sua relazione con Kirk Brandon, cantante con il gruppo degli Spear of Destiny e ancor prima con quello dei Theatre of Hate, che ha fatto causa a George, anche lui trascinandolo in tribunale. L'artista, chiamato come imputato, ha dovuto difendersi dall'accusa di "falsa testimonianza" lanciata contro di lui da Brandon, il quale, ormai sposato e con prole, ha negato di aver avuto alcun rapporto sessuale con George in passato. Brandon ha perso la causa. Durante il processo, Boy George ha affermato che Kirk Brandon è stato il grande amore della sua vita, dichiarando di amarlo ancora, il che non risulta troppo difficile da credere, a giudicare dalla incredibile bellezza di una delle ballate su Cheapness and Beauty, appropriatamente intitolata "Unfinished Business" (qualcosa come «Questione da definire» o «Affare in sospeso»), a proposito della quale George scrive nei Credits del libretto: "Ringrazio Kirk Brandon per continuare a rimanermi in mente e per avermi aiutato a scrivere una canzone meravigliosa".
Nel suo libro, George racconta anche la sua versione della relazione segreta con Jon Moss, il batterista dei Culture Club, rivelando che molte delle canzoni da lui scritte per i Culture Club erano indirizzate proprio a Moss, e sostenendo inoltre che Jon, nonostante fosse all'epoca bisessuale, non si era mai sentito a suo agio in un rapporto omosessuale, pur avendo addirittura interrotto un fidanzamento ufficiale per stare con George. Tutto questo è stato confermato da Jon Moss in persona, durante la reunion dei Culture Club, a cavallo tra la fine degli anni novanta e il Nuovo Millennio.
Nel luglio del 1998, infatti, i Culture Club si sono riformati, facendo tre date a Montecarlo, per poi unirsi agli Human League e al musicista Howard Jones nel cosiddetto Big Rewind Tour negli USA. Il mese dopo, la band ha preso parte allo show in tarda serata di David Letterman ("Late Night with David Letterman"), facendo una comparsa in Gran Bretagna, per la prima volta dopo 14 anni. Più tardi nel corso dell'anno, il gruppo ha avuto un nuovo successo discografico nel Regno Unito, raggiungendo la Top Ten con il singolo inedito "I Just Wanna Be Loved" (Numero 4). La reunion è durata fino al 2002, producendo il doppio album raccolta/live, intitolato Greatest Moments - VH1 Storytellers Live e il nuovo album di inediti Don't Mind If I Do, pubblicato nel 1999, da cui sono stati estratti altri due nuovi singoli, "Your Kisses Are Charity" (Numero 25 in Gran Bretagna) e il doppio lato A "Cold Shoulder"/"Starman" (Numero 43), passato alla storia come il più grande flop britannico in assoluto per la band, nonostante la cover del brano di David Bowie, "Starman", sia diventata un momento molto atteso nei concerti dal vivo. Al periodo 1998-2002 risalgono anche numerose raccolte, sia in CD che in DVD, sia in studio che dal vivo, sia ristampate che inedite.
Nel 1998, Boy George ha iniziato a scrivere una colonna settimanale sul quotidiano "The Daily Express" e ha condotto un programma radiofonico, anch'esso settimanale, sul "Galaxy Radio Network". Nel mese di ottobre del 2005, è stato arrestato, a New York, per sospetto possesso di cocaina, comparendo in tribunale nel febbraio del 2006, dove ha dichiarato che la droga non era sua, affermando la sua innocenza.
Il 15 gennaio 2009 il cantante venne condannato a 15 mesi di prigione per aggressione e sequestro di persona nei confronti dell'escort norvegese Audun Carlsen.

### Boy DJ George, The Twin
Boy George è un DJ di successo, tra i più originali ed alternativi della scena dance attuale, che organizza molte serate in quanto tale, mentre, in veste di cantante, pubblica dischi sempre più di rado, andando in tournée saltuariamente. Rimane comunque un'icona della musica pop. Nel 2010 viene eletto alla posizione n.° 80 nell'annuale classifica "Top 100 DJ" indetta dalla famosa rivista Dj Magazine.
Ha cantato il popolare inno Hare Krishna, Bow Down Mister, anche in duetto con la cantante indiana Asha Bhosle.
Inoltre, è recentemente apparso come ospite nel talk-show/British comedy The Kumars at No. 42.
Tra gli ultimi lavori da lui pubblicati, sono da ricordare la raccolta di brani inediti su richiesta dei fans, intitolata The Unrecoupable One Man Bandit, del 1999, con brani maggiormente tratti dal séguito mai pubblicato dell'album del 1995, Cheapness and Beauty, e l'album di ballate acustiche (per metà edite, per l'altra metà inedite), dal titolo U Can Never B2 Straight, del 2002.
Tra il 2003 e il 2004, Boy George ha dato vita ad un nuovo progetto musicale, simile nella forma e nei contenuti (entrambi però estremizzati, sia nel look quasi teatrale che nelle sonorità pesantemente elettroniche) a quello dei Jesus Loves You, vale a dire The Twin, più che un gruppo, un altro pseudonimo di copertura, con il quale rilanciarsi cautamente nella nuova esperienza solista, dopo il secondo scioglimento dei Culture Club, avvenuto nel 2002. Come The Twin, George pubblica l'album Yum Yum (da cui trae 4 singoli in edizione limitata: Here Come the Girls, Electro hetero, Sanitised e Human Racing) e un EP, intitolato come la pseudo-band, The Twin, trainato dal brano Nothing, in un periodo molto creativo e liberatorio, nel quale gli è finalmente concesso di cantare ciò che più gli aggrada. Oltre ad essere un periodo "creativo e liberatorio" è sicuramente anche e soprattutto un periodo controverso; il cantante registra la colonna sonora per il porno-gay film Manhattan Heat della Lucas Entertainment con lo pseudonimo di "The twin". 
Nel 2005, ha pubblicato Straight in Gran Bretagna, il suo secondo libro autobiografico, contenente l'omonimo Straight EP, con cinque brani, quattro dei quali inediti e uno (l'intensa ballata Julian) già incluso anche nel precedente citato album U Can Never B2 Straight.
Dopo aver vissuto per un paio d'anni a Manhattan, dove, il 7 ottobre 2005, è stato arrestato per sospetto possesso di cocaina ed è comparso in tribunale il 1º febbraio 2006 (BBC Online Report), accusato di possesso di cocaina. L'8 marzo 2006 si è dichiarato colpevole di aver fatto perder tempo alla polizia (lui stesso aveva chiamato la polizia la sera dell'arresto, in evidente stato confusionale dovuto all'uso di stupefacenti, per denunciare un presunto furto mai avvenuto). Le voci sulla sua crisi personale sono avvalorate da diverse notizie: nel maggio 2008 ad esempio il cantante è stato fotografato mentre vendeva magliette a 10 sterline in un mercato rionale di Londra.
Alti, bassi, discese ardite e risalite costellano la vita di George, infatti nella tarda primavera 2008 intraprende una nuova tournée che chiama "Songs that make you dance and cry Boy George Live" in cui il cantante ripropone brani del suo passato con i Culture club e materiale da solista. La tournée, originariamente pianificata con date negli States, America Centrale e Regno Unito (includendo qualche data europea ad alcuni festival estivi) a causa del diniego del visto d'ingresso da parte del governo statunitense, viene circoscritta soltanto a qualche data in centro America mentre le tappe europee rimangono invariate. George non riesce a concretizzare il suo ritorno live, dopo dieci anni di assenza, negli States.
Incassa suo malgrado la sconfitta ma non si perde d'animo. Nel segmento inglese del tour l'artista riceve un buon consenso personale, anche se la voce non è più la stessa ed il fisico appesantito lo rendono una pietosa caricatura di se stesso. Altalenante il responso da parte del pubblico: alcune date sono tutte esaurite, altre vengono annullate a causa della scarsa prevendita di biglietti. Parte dei suoi fan continuano ad amarlo incondizionatamente, altri gli hanno voltato le spalle.
Per nulla turbato, continua a fare ciò che gli riesce meglio: in ottobre immette sul mercato digitale, in ben tre versioni, Yes we can il suo nuovo singolo e nello stesso mese il canale via cavo Living TV trasmette in Inghilterra Living with Boy George un documentario in cui George mostra la sua quotidianità di persona ed artista, sempre in bilico tra coerenza e contraddizione, genio e sregolatezza. Il cantante è comunque deciso a voler ribadire e rafforzare nei confronti del grande pubblico il suo status di musicista capace e compositore talentuoso.
Annuncia un nuovo tour-nostalgia Here and now insieme ad alcune "vecchie" glorie della scena musicale anni 80 da realizzarsi nel 2009 e partecipa al alcuni show televisivi in Europa accompagnato dalla sua band. In Inghilterra è ospite di numerosi talk show e concede una serie interminabile di interviste ribadendo la sua redenzione: stop definitivo a droghe ed alcool e serio intento di voler esser considerato un artista e non una persona che entra ed esce dalle aule dei tribunali.

### Condanna per sequestro di persona
A Londra Boy George viene giudicato colpevole di sequestro di persona, avendo ammanettato ad un muro l'escort gay sieropositivo Audun Carlsen, a suo dire reo di volergli sottrarre foto semi-pornografiche dal computer. Secondo quanto emerge durante il processo George ha colpito l'escort con una catena. Lui si difende dicendo che i suoi erano intenti intimidatori attuati al fine di impedire il presunto furto, il cantante avrebbe legato Carlsen solo per verificare di non esser stato derubato. Viene processato e ritenuto colpevole.
Il 16 gennaio 2009 viene condannato a 15 mesi di reclusione per essere poi rilasciato nel mese di maggio dello stesso anno anche se, per qualche mese, porterà un braccialetto elettronico che ne localizza gli spostamenti.

### Attività recenti
George si tuffa a capofitto in una serie di nuovi progetti: incide nuove canzoni, ricomincia i suoi DJ set, lancia nuovi artisti, pianifica concerti, concede interviste e si presta a nuove sessioni fotografiche. L'ennesima rinascita di un artista che, tra mille contraddizioni, rimane un punto di riferimento nella cultura POP moderna.
Il 28 ottobre 2013 esce in Inghilterra il suo nuovo album dal titolo This is what I do anticipato dal singolo King of everything.
Nel 2017 realizza una cover di YMCA dei Village People a favore della YMCA australiana.
Nel 2018, il nuovo album Life segna il ritorno di Boy George con i Culture Club.

## Il personaggio
Autore di canzoni (soprattutto dei testi) e icona culturale a tutto campo, giunto alla celebrità negli anni ottanta con il suo primo gruppo, i Culture Club, George O'Dowd oltre che come Boy George ha inciso e prodotto, e continua tuttora a farlo, sotto diversi pseudonimi (Angela Dust) oppure celato dietro progetti collettivi (Jesus Loves You, Dubversive) o gruppi solo virtualmente tali, di cui costituisce sempre il componente fondamentale, quando non addirittura l'unico (come nell'ultima trovata, che risponde al nome di The Twin).
In tutti i casi, come è evidente a colpo d'occhio, si tratta di cosiddetti «nomi parlanti» (come era già con «Culture Club», traducibile come "Club culturale", o con i nomi provvisori inizialmente adottati dalla band - cfr. infra).
«Angela Dust» è infatti un palese richiamo all'espressione inglese «angels' dust», la "polvere degli angeli", in cui è chiaro il riferimento all'allucinogeno fenciclidina.
«Jesus Loves You» è addirittura una vera e propria frase di senso compiuto, che significa "Gesù ti ama" o "Gesù vi ama", e che non ha bisogno di ulteriori spiegazioni, se non del chiarimento che, nonostante la scelta del personaggio che rappresenta il cristianesimo per antonomasia, il progetto è per lo più basato sulla commistione di elementi religiosi di diversa provenienza, soprattutto orientale, legati in particolare al movimento Hare Krishna.
«Dubversive» è una parola macedonia costituita da «dub» "doppio" (anche nome di un sottogenere del reggae) e «subversive» "sovversivo", suggerendo l'idea di anarchia musicale, un essere (o alter ego) completamente al di fuori del sistema artistico stabilito (e, non a caso, l'album relativo non verrà mai pubblicato, proprio per non scendere a compromessi di alcun tipo).
«The Twin», infine - recentissimo progetto, in cui l'artista riprende il look estremo del performer Leigh Bowery - il cui significato collettivo è "i gemelli", ma che può essere tradotto anche al singolare, "il gemello", riprende il tema del doppio e si pone come richiamo ambivalente, da una parte al segno zodiacale del cantante, nato, appunto, sotto il segno dei Gemelli (che in inglese si dice, in realtà, «Gemini», dal latino, ma lo stesso George ha sottolineato il particolare), e dall'altra al look letteralmente rubato a Bowery, copiato fin nei minimi dettagli, dalle sue particolarissime mise che sfidano la gravità al trucco pesantissimo ed estremamente teatrale, già adottato da O'Dowd, nel musical da lui stesso composto, musicato ed interpretato, Taboo, basato sulla colorata vita nei club gay degli anni ottanta, in cui l'artista ha però deciso di interpretare, invece che se stesso (uno dei personaggi in scena), proprio il controverso ruolo di Leigh Bowery, a quanto pare fatto su misura per il suo continuo bisogno di sperimentazione, specie di valvola di sfogo creativo, che avrebbe poi dato vita, come lui stesso ha dichiarato, in rete, su MySpace, nella pagina da lui scritta, al più recente dei suoi progetti, appunto, The Twin. Boy George è dichiaratamente gay. 

## Discografia

### Album in studio
- 1987 - Sold
- 1988 - Tense Nervous Headache
- 1989 - Boyfriend
- 1990/1991 - Jesus Loves You - The Martyr Mantras [7]
- 1995 - Cheapness and Beauty
- 1999 - The Unrecoupable One Man Bandit
- 2002 - U Can Never B2 Straight
- 2004 - Yum Yum
- 2010 - Ordinary Alien
- 2013 - This Is What I Do

### EP
- 1992 - Jesus Loves You - Sweet Toxic Love EP (pubblicato come «Jesus Loves You»)
- 1994 - The Devil in Sister George EP (pubblicato come «Boy George & Jesus Loves You», con un brano dei Culture Club)
- 2003/2004 - The Twin EP (pubblicato con lo pseudonimo di «The Twin»)
- 2005 - Straight EP

### Colonne sonore
- 2004 - Taboo Original London Cast
- 2005 - Taboo Original Broadway Cast

### Raccolte
- 1989 - High Hat
- 1992 - Spin Dazzle - The Best of Boy George and Culture Club (raccolta congiunta solista/gruppo)
- 1993 - At Worst... The Best of Boy George and Culture Club (raccolta congiunta solista/gruppo)
- 1999 - Everything I Own

### Compilation come DJ
- 1998 - Ministry of Sound: The Ibiza Annual Volume 1 (con Judge Jules)
- 1999 - Ministry of Sound: Dance Nation Volume 1 (con Pete Tong)
- 1999 - Ministry of Sound: Dance Nation Volume 2 (con Pete Tong)
- 1999 - Galaxy Mix
- 1999 - Galaxy Weekend (con Allister Whitehead)
- 2001 - Essential Mix
- 2001 - BoyGeorgeDJ.Com
- 2001 - Lucky for Some
- 2002 - A Night Out with Boy George: A DJ Mix
- 2002 - A Night In with Boy George: A Chillout Mix
- 2002 - A Night In and Out with Boy George: A DJ Mix [8]

### Singoli
come «Boy George»
- 1987 - Everything I Own (UK #1)
- 1987 - Keep Me in Mind (UK #29)
- 1987 - Sold (UK #24)
- 1987 - To Be Reborn (UK #13)
- 1987 - Live My Life (UK #62)
- 1988 - No Clause 28 (UK #57)
- 1988 - Don't Cry (UK #60)
- 1989 - Don't Take My Mind on a Trip (UK #68)
- 1989 - You Found Another Guy
- 1992 - The Crying Game (UK #22)
- 1993 - More Than Likely (with PM Dawn) (UK #40)
- 1995 - Funtime (UK #45)
- 1995 - Il Adore (UK #50)
- 1995 - Same Thing in Reverse (UK #56)
- 1996 - Sad/Satan's Butterfly Ball
- 1996 - Love Is Leaving
- 1997 - When Will You Learn
- 1997 - Police and Thieves (with Dubversive)
- 1999 - Why Go? (with Faithless)
- 1999 - Innocence Is Lost (with Groove Armada)
- 2002 - Out of Fashion (with Hi-Gate)
- 2002 - Run (with Sash!)
- 2002 - Auto Erotic (with Dark Globe) (UK #165)
- 2002 - Psychology of the Dreamer (with Eddie Locke)
- 2006 - You Are My Sister (with Antony and the Johnsons) (UK #39)
- 2007 - Time Machine (with Amanda Ghost)
- 2007 - You’re Not the One (with Loverush UK)
- 2007 - Atoms (with Dark Globe)
- 2008 - Generations Of Love (with Phunk Investigation)
- 2008 - Yes We Can
- 2009 - American Heart (with Bliss)
- 2010 - Amazing Grace
- 2010 - Somebody to love me (with Mark Ronson)
- 2011 - Pentonville Blues (with Glide & Swerve)
- 2013 - King of Everything
- 2013 - My God
- 2013 - Play Me
- 2019 - You Cannot Be Saved (with Marc Vedo)
- 2020 - Clouds
- 2020 - Isolation

come «Jesus Loves You»
- 1989 - After The Love (UK #68)
- 1990 - Generations Of Love (UK #80)
- 1990 - One On One (UK #83)
- 1991 - Bow Down Mister (UK #27)
- 1991 - Generations Of Love (remix) (UK #35)
- 1992 - Sweet Toxic Love (UK #65)
- 2005 - Love Your Brother

come «The Twins»
- 2003 - Here Come the Girls
- 2003 - Electro Hetero
- 2003 - Sanitised
- 2004 - Human Racing

## Filmografia
- A-Team - Serie TV, episodio 4x16 (1986)